# Acidi nitronici

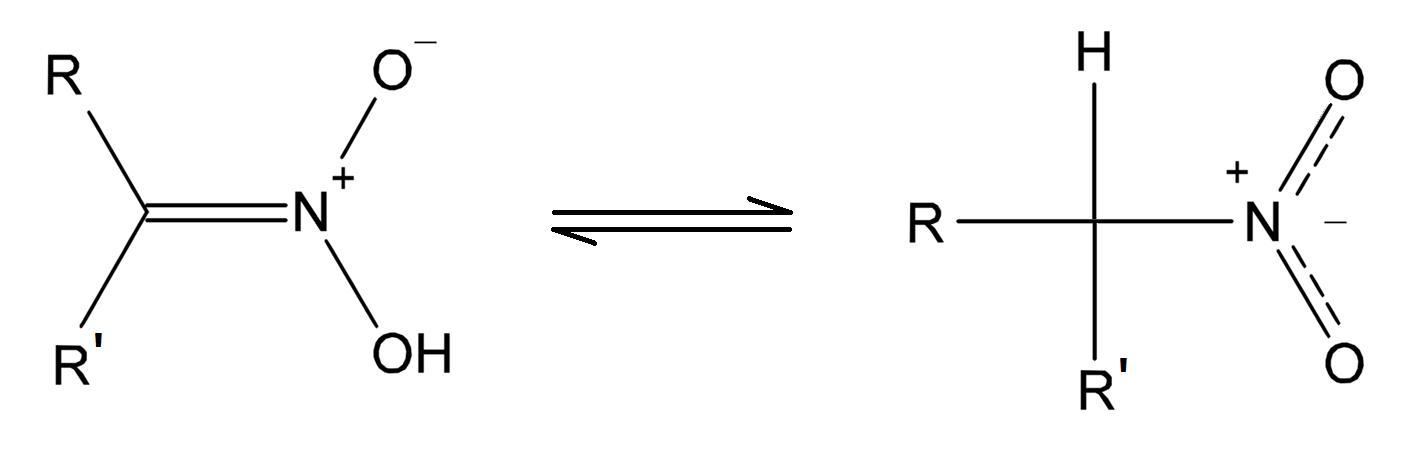
Tautomeria tra un generico acido nitronico ed il suo nitroderivato corrispondente.

Gli acidi nitronici (IUPAC: acidi azinici) sono dei composti organici azotati con formula condensata RR'C=N+(–O–)OH derivati dalla struttura inorganica base dell'acido nitronico (H2NOOH). Tali composti si trovano in equilibrio tautomerico coi nitroderivati di formula generale RR'CH-NO2 aventi almeno un atomo di idrogeno sul carbonio in alfa al nitrogruppo. Come nel caso degli enoli, affinché si instauri l'equilibrio è necessaria la formazione di un intermedio di reazione, in questo caso l'anione nitronato, di formula RR'C=NO2−.

## Anione nitronato

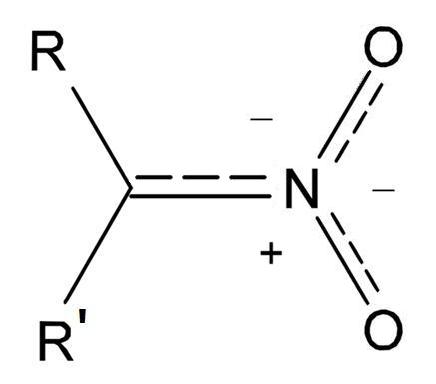
Risonanza dell'anione nitronato.

L'anione nitronato (azinato), presenta una carica positiva formale sull'atomo di azoto e due cariche negative formali dislocate prevalentemente sugli atomi di ossigeno. L'anione del nitrometano  CH2NO2− (sua base coniugata, a volte detto metanonitronato) rappresenta lo ione strutturalmente più semplice della categoria. Gli ioni nitronato sono inoltre intermedi reattivi implicati nella reazione di Nef.